# Tour des Flandres 1936
Le Tour des Flandres 1936 est la 20e édition du Tour des Flandres. La course a lieu le 5 avril 1936, avec un départ à Gand (Mariakerke) et une arrivée à Wetteren sur un parcours de 250 kilomètres.
Le vainqueur final est le coureur belge Louis Hardiquest, qui s’impose au sprint devant ses compagnons d’échappée a Wetteren. Les Belges Edgard de Caluwé et François Neuville complètent le podium.

## Monts escaladés
- Quaremont (Nouveau Quaremont)
- Kruisberg
- Edelareberg

## Classement final
|    | Coureur               | Pays     | Équipe                    | Temps           |
| -- | --------------------- | -------- | ------------------------- | --------------- |
| 1  | Louis Hardiquest      | Belgique | De Dion Bouton            | 7 h 30 min 00 s |
| 2  | Edgard de Caluwé      | Belgique | Dilecta-Wolber            | m. t.           |
| 3  | François Neuville     | Belgique | Helyett-Hutchinson        | m. t.           |
| 4  | Cyriel Van Overberghe | Belgique | Mercier-Hutchinson-Leducq | m. t.           |
| 5  | Albert Hendrickx      | Belgique | Alcyon-Dunlop             | + 25 s          |
| 6  | Leopold Vandenbossche | Belgique | Dilecta-Wolber            | + 3 min 00 s    |
| 7  | Petrus van Teemsche   | Belgique | Genial Lucifer-Hutchinson | + 3 min 00 s    |
| 8  | Romain Gijssels       | Belgique | Dilecta-Wolber            | + 3 min 00 s    |
| 9  | Jean Wauters          | Belgique | Helyett-Hutchinson        | + 3 min 00 s    |
| 10 | Michel D'Hooghe       | Belgique | Van Hauwaert              | + 3 min 00 s    |